# Journal of the ACM
Journal of the ACM — главный научный журнал Ассоциации вычислительной техники, посвящённый информатике в целом, в особенности теоретическим аспектам.
Журнал учреждён в 1954 году.
Главным редактором на данный момент является Виктор Виану из Калифорнийского университета в Сан-Диего.
В 2006 году журнал имел импакт-фактор равный 2,917.